# Заборонені книги
Заборонені книги — літературні твори, на публікацію, читання і зберігання яких в різний час накладалася заборона в тій чи іншій країні світу. Найчастіше книги потрапляли в список заборонених через суперечності з прийнятими політичними, релігійними, соціальними або сексуальними нормами. Особливо яскравими прикладами цензури щодо літератури є факти спалення книг в нацистській Німеччині, Список заборонених книг, прийнятий католицькою церквою. Чимало прикладів такої жорсткої цензури описано в романах-антиутопіях.

## Заборонені книги за абеткою

### А
- Апокрифи. Книги, що трактують про предмети, що містяться в священному Писанні, але не визнані Церквою за «богонатхненні» і навіть іноді згодом заборонені. Відомі апокрифи як Старого, так і Нового Заповіту.

### Б
- Біблія. Багато перекладів цієї книги заборонялися католицькою церквою і перераховані в Index Librorum Prohibitorum. Близькі за змістом твори — апокрифи — заборонялися християнськими церквами.

### Д
- «Декамерон» — зібрання ста новел італійського письменника Джованні Боккаччо, одна з найзнаменитіших книг раннього італійського Ренесансу, в 1559 році книга була включена в індекс заборонених книг; згодом поширювалася з великими цензурними обмеженнями.
- Беніто Муссоліні. «Доктрина фашизму» — це основоположна книга по фашизму, написана творцем цього терміну.

### З
- «Заповіт російського фашиста» — видана в РФ в 2001 році книга, що включає в себе монографію Костянтина Родзаевского «Сучасна іудаїзація світу, або Єврейське питання в XX столітті» і ряд інших документів, пов'язаних з історією російського фашизму. У 2010 році рішенням Центрального районного суду Красноярська визнана екстремістською і включена в Федеральний список екстремістських матеріалів під номером 861.
- Застільні розмови Гітлера — стенографічні записи застільних розмов Адольфа Гітлера і заснована на них робота історика Х'ю Тревора-Ропера.

### К
- Кентерберійські оповідання — твір поета Джеффрі Чосера, написане в кінці XIV століття; були заборонені до розповсюдження в США, і навіть зараз друкуються з скороченнями.
- Джордж Оруелл. «Колгосп тварин». Публікація відкладалася у Великій Британії через критику комунізму. Вилучена союзниками при окупації Німеччини. Була заборонена в СРСР.
- «Коханець леді Чаттерлей» («Lady Chatterley's Lover») — роман Девіда Лоуренса, вперше опублікований в 1928. Публікація роману викликала великий скандал, пов'язаний з численними відвертими описами сцен сексуального характеру і був певний час заборонений в різних країнах.

### Л
- Леслі Ньюман. «Дві мами Хізер» («Heather Has Two Mommies»), що вийшла в 1989 році (історія дівчинки Хізер, яка зростає в сім'ї лесбійок). Була заборонена в дитячих бібліотеках деяких штатів США. За рішенням місцевих судів багато з цих заборон були згодом анульовані.

### М
- Адольф Гітлер. «Моя боротьба». Заборонена в деяких країнах як книга екстремістського характеру.

### Н
- Еріх Марія Ремарк. «На західному фронті без змін». Була заборонена нацистами.

### О
- Нікос Казандзакіс. «Остання спокуса Христа». Внесена Римсько-католицькою церквою в індекс заборонених книг.

### П
- Тельман Гдлян[ru], Євген Додолєв. «Піраміда-1». Перше видання було заборонене, набір розсипаний.
- Вільям Пауелл. «Куховарська книга анархіста». Заборонена в багатьох країнах світу. Продається тільки в неповному виданні, з чотирьох глав залишена тільки одна. Іноді забороняється лише продаж неповнолітнім.
- Протоколи сіонських мудреців. Рішенням Ленінського районного суду Оренбурга в 2010 у публікація «Протоколів» внесена до Федерального списку екстремістських матеріалів під номером 1496.
- «Пані Боварі» — роман Гюстава Флобера, вперше надрукований в 1856 у. Був заборонений ще до публікації окремою книгою як твір, що порочить жінок, пізніше піддавався цензурі.

### С
- Салман Рушді. «Сатанинські вірші» (1988). Викликав лютий протест мусульман. Іранський аятолла Хомейні публічно прокляв Рушді у своїй фетві і засудив його, а також всіх осіб, причетних до видання книги і знає про її зміст, до страти, закликавши мусульман всього світу виконати вирок. Оскільки аятолла Хомейні помер, не скасувавши вироку, він залишиться в силі назавжди, хоча слід зазначити, що для мусульман-сунітів (тобто для переважної більшості мусульман в світі) фетви шиїтських богословів не є обов'язковими.
- «Система природи» Гольбаха була засуджена паризьким парламентом і засуджена до спалення разом з атеїстичними творами Гольбаха, а Римсько-католицька церква включила їх в «Індекс заборонених книг». Але сам автор не зазнав переслідувань, так як авторство книг не було встановлено. Твори Гольбаха видавалися за межами Франції під вигаданими іменами і з зазначенням помилкового місця видання. Ретельно зберігаючи анонімність, Гольбах зумів уникнути переслідувань, тюремних ув'язнень і можливої смерті.
- Томас Пейн. «Століття розуму». Була заборонена за богохульство в XVIII столітті.

### Т
- Володимир Олесійович Гіляровський. «Нетряні люди». В 1887 тираж був вилучений в ході обшуку в друкарні інспектором у справах друку. Цензурним комітетом книга була заборонена, і листи були спалені в Сущевский поліцейської частині Москви.

### У
- Володимир Істархов. «Удар руських богів». В 2009 у книга була визнана екстремістською за рішенням Верх-Исетского районного суду Єкатеринбурга. Внесена до Федерального списку екстремістських матеріалів під номером 918.

### Ф
- Олександр Литвиненко, Юрій Фельштинський. «ФСБ підриває Росію». Книга не включена в Федеральний список екстремістських матеріалів, але в 2003 перший тираж був вилучений співробітниками ФСБ; після виходу книги порушено справу за статтею 218 КК РФ за фактом розголошення держтаємниці.

### Х
- Хрещений тесть (книга) — книга зятя Президента Казахстану Назарбаєва Рахата Алієва. Заборонена в Казахстані.

### Ч
- Числа праведності. Еммануель Марія Нейк. «Біблія» машиністів. Цикл Анклави Вадима Панова. Заборонена в друкованій та електронній формі скрізь, крім територій анклаву.

### Ш
- Джей Стівенс. «Штурмуючи небеса» — у книзі Джея Стівенса неупереджено і докладно розглядається історія ЛСД від його відкриття і до того моменту, коли загадкове з'єднання було оголошено поза законом.

| Література | Це незавершена стаття про літературу. Ви можете допомогти проєкту, виправивши або дописавши її. |